# Бой при Драгоман (3 ноември 1885)
Боят при Драгоман е бой през Сръбско-българската война (1885), който се провежда на 3 ноември (15 ноември нов стил) 1885 г. между 3-та дружина от 4-ти пехотен плевенски полк и една сръбска полубатарея.

## Предистория
Късно вечерта на 2 ноември, след боя при Цариброд малобройният Царибродски отряд започва оттегляне към Драгоманския проход. С цел осигуряване на отстъплението на отряда и защитата на прохода, командирът на 3-та дружина от 4-ти полк разполага силите в близост от пътя. От тактическа гледна точка това се оказва доста ефективно, поради малкото сили с които разполага.

## Ход на военните действия
Срещу Драгоманския проход настъпва сръбската Дунавска дивизия, която поради значителното си числено превъзходство прави опит за двоен обхват. Слабото разузнаване от страна на българските войски се оказва ключово в тази ситуация и прегрупирането на 7-и сръбски полк е погрешно разтълкувано като отстъпление. Веднага е проведена „контраатака“ и българските войски се оказват под фланговия огън както на 7-и сръбски полк, така и намиращият се в близост 9-и сръбски полк. Сред българските редове настъпва моментно объркване, последвано от лека паника сред доброволческите роти, но тя бързо е овладяна.
Останалите български роти използвайки пасивността на сръбския авангард се окопават на 700-800 метра от позицията на 7-и сръбски полк. Пасивността на сръбския авангард е забелязан от главнокомадващия крал Милан I и той издава заповед за незабавно настъпление.
Настъплението обаче се оказва твърде късно, срещу сръбските полкове от първия ешелон се изправят както окопаните роти, така и отстъпващите сили на Царибродския отряд. Първоешелонните сръбски полкове са усилени и от 15-и сръбски полк, но до вечерта изходът от боя не е решен, както поради лошата организация и комуникация на сръбските полкове, така и поради падането на нощта.
Загубите на сърбите възлизат на 12 убити и 77 ранени, а от българска страна на 4 убити и 13 ранени.